# جون فردريك دانيال
جون فردريك دانيال (بالإنجليزية: John Frederic Daniell) (ولد 12 مارس، 1790 - توفي 13 مارس، 1845) كان كيميائي وفيزيائي إنجليزي ولد وتوفي في لندن وقام بإجراء الكثير من البحوث حول طرق إنتاج الكهرباء عن طريق التفاعلات الكيمائية وأثمرت أبحاثه عن اختراع أول بطارية كهروكيمائية وأسماها خلية دانيال وهي خلية منقسمة لنصفين كل نصف يسمى نصف خلية أو قطب كما قام باختراع مقياس الرطوبة.

## روابط خارجية
- جون فردريك دانيال على موقع الموسوعة البريطانية (الإنجليزية)